# Klub Wioślarski „Wisła” Warszawa

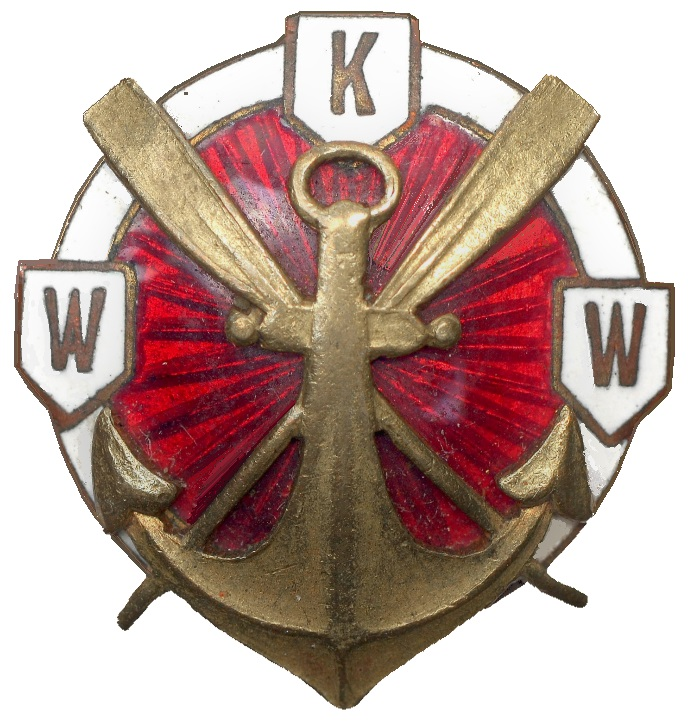
Odznaka Koła Wioślarzy Warszawskich

Klub Wioślarski „Wisła” (nazwa do roku 1927: Koło Wioślarzy Warszawskich) – klub wioślarski, a następnie wielosekcyjny, założony w Warszawie w 1919 roku. Rozwiązany w 1975 roku.

## Historia

### Okres dwudziestolecia międzywojennego
Formalną datą powstania Koła Wioślarzy Warszawskich był dzień 8 listopada 1919 roku, gdy grupa założycieli uchwaliła klubowy statut. Nieformalne początki tej organizacji sięgają jednak okresu przed I wojną światową. Wioślarze bez przynależności klubowej (tzw. Zulusi), działający na wiślanej przystani „Pala”, bezskutecznie próbowali wówczas zarejestrować swoją organizację. Ostatecznie KWW zarejestrowane zostało w 1920 roku. 
Swoją pływającą przystań Koło Wioślarzy Warszawskich wybudowało i otwarło już 25 lipca 1920 roku. W związku z nadciągającym w kierunku Warszawy natarciem bolszewickim, działalność sportowa została zawieszona. Spośród 200 członków koła, młodzi wstąpili do polskiej armii, starsi zaś pełnili straż nad Wisłą – wraz z członkami WTW Warszawa. Dopiero na jesień 1920, po odparciu Armii Czerwonej, wznowiono działalność KWW. W 1921 klub otrzymał od miasta Warszawy działkę przy ul. Wioślarskiej 4, gdzie osadził na lądzie swoją przystań. Szybki przyrost członków oraz duży nacisk na sport wyczynowy skutkowały sukcesami na arenie krajowej i udziałem czterech wioślarzy Koła Wioślarzy Warszawskich w igrzyskach olimpijskich w 1924 roku. Pomimo przejściowych kryzysów finansowych, klub w kolejnych latach rozbudowywał bazę materialną (m.in. wybudował zimowy basen wioślarski, kupił nowoczesne łodzie  wyczynowe oraz nabył lokal zimowy przy ul. Marszałkowskiej 56).
W 1927 członkowie postanowili zmienić nazwę na Klub Wioślarski „Wisła”, co oficjalnie nastąpiło 6 marca 1927 roku. Liczba członków klubu w tym okresie oscylowała wokół 500. Oprócz sportu wyczynowego, znaczna część członków zajmowała się turystyką wioślarską – często wielodniową. W 1924 członkowie klubu odbyli wycieczkę Wisłą, od jej źródeł na Baraniej Górze do Bałtyku (płynąc od Oświęcimia łodzią wioślarską). 
Wpływ na działalność klubu miał kryzys gospodarczy początku lat 30. i rosnące bezrobocie. Pomimo spadku dochodów, uszczuplenia składu osobowego oraz powodzi, która zalała przystań w roku 1934, KW „Wisła” działalność kontynuował. Kryzys skutkował jednak znaczącym pogorszeniem wyników sportowych w drugiej połowie lat 30. Działania wojenne wstrzymały działalność klubu. W roku 1940 przystań została zarekwirowana przez Niemców.  

### Działalności powojenna
W wyniku działań wojennych i powstania warszawskiego wszystkie przystanie wioślarskie Warszawy zostały doszczętnie zniszczone. Klub Wioślarzy „Wisła” został reaktywowany krótko po wojnie – już 26 maja 1945 roku. Do 1949 roku prowadził działalność pod starą nazwą, po raz pierwszy w zawodach na Wiśle startując w 1948. 
W 1949 roku komunistyczne władze nakazały klubowi wstąpić do Związkowego Klubu Sportowego „Ogniwo”, gdzie stanowił do 1956 sekcję wioślarską. W 1957 roku – na fali odwilży gomułkowskiej – klub odzyskał względną samodzielność. Reaktywowano, a następnie zarejestrowano Klub Wioślarski „Wisła". Działalność była prowadzona do roku 1975, w którym klub uległ rozwiązaniu – w związku z utratą przystani wynikającą z budowy Mostu Łazienkowskiego.

## Galeria zdjęć

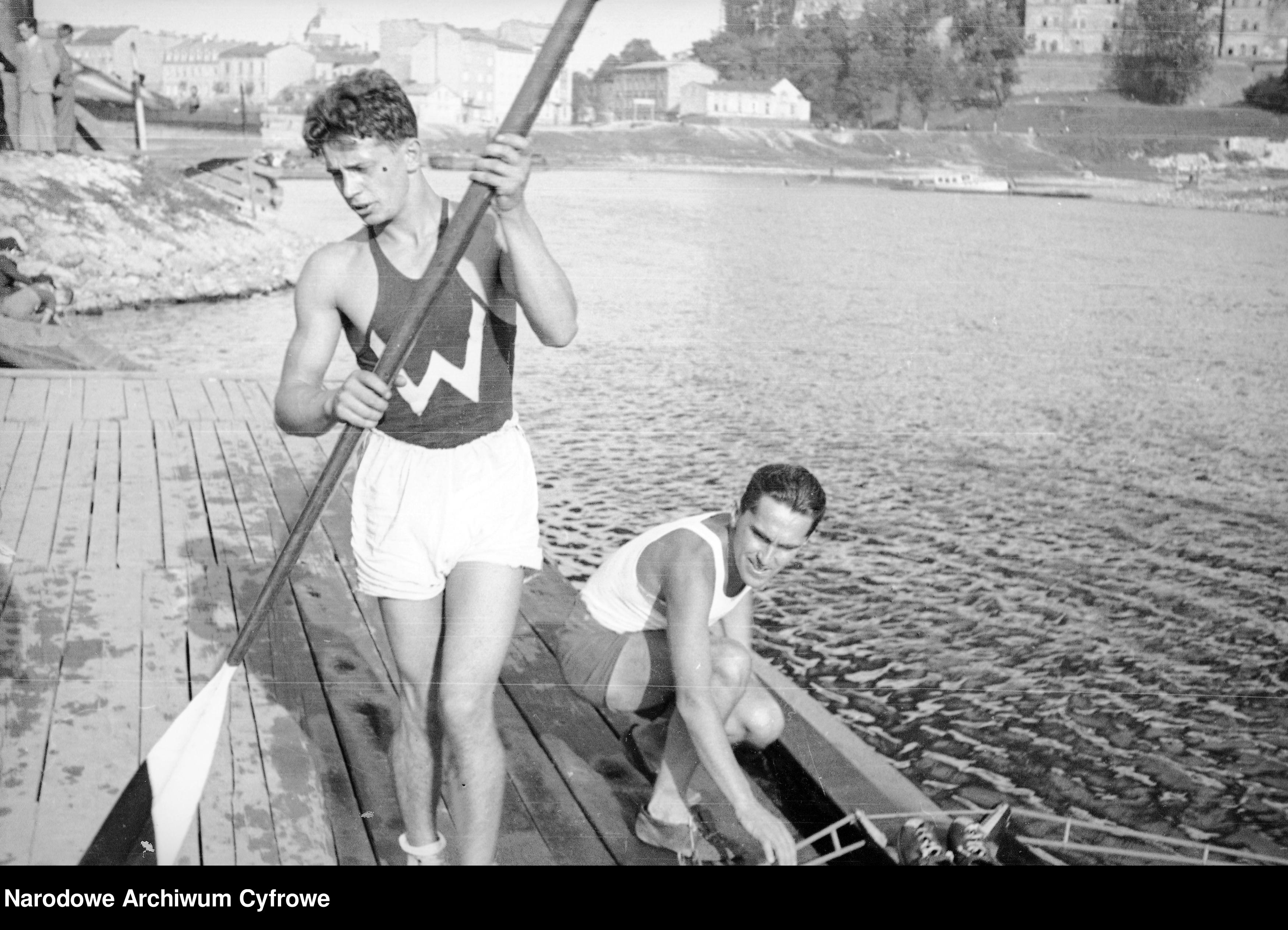
Osada podczas zawodów w Krakowie 1932
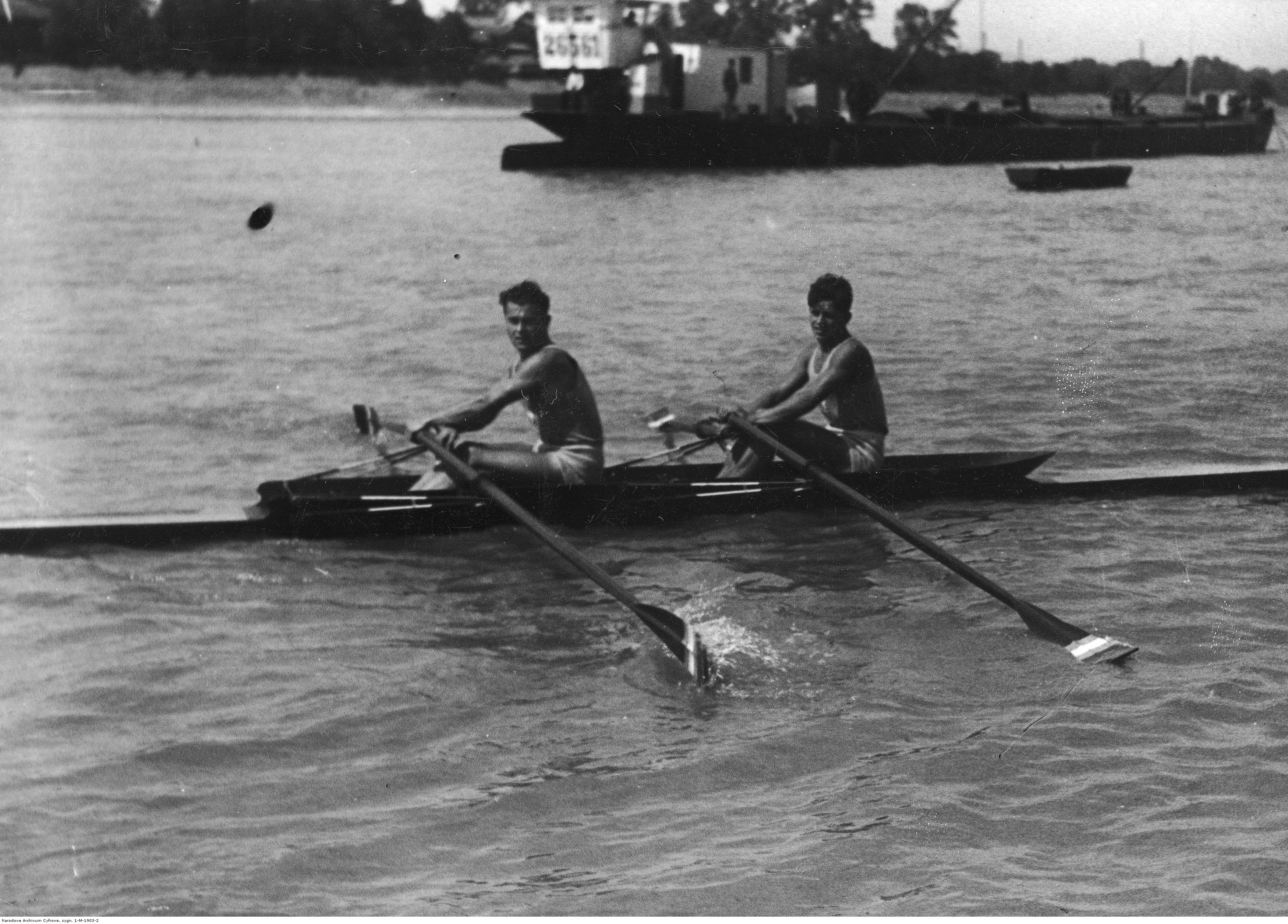
J. Bondorowski, J. Ślesicki na Mistrzostwach Europy 1933
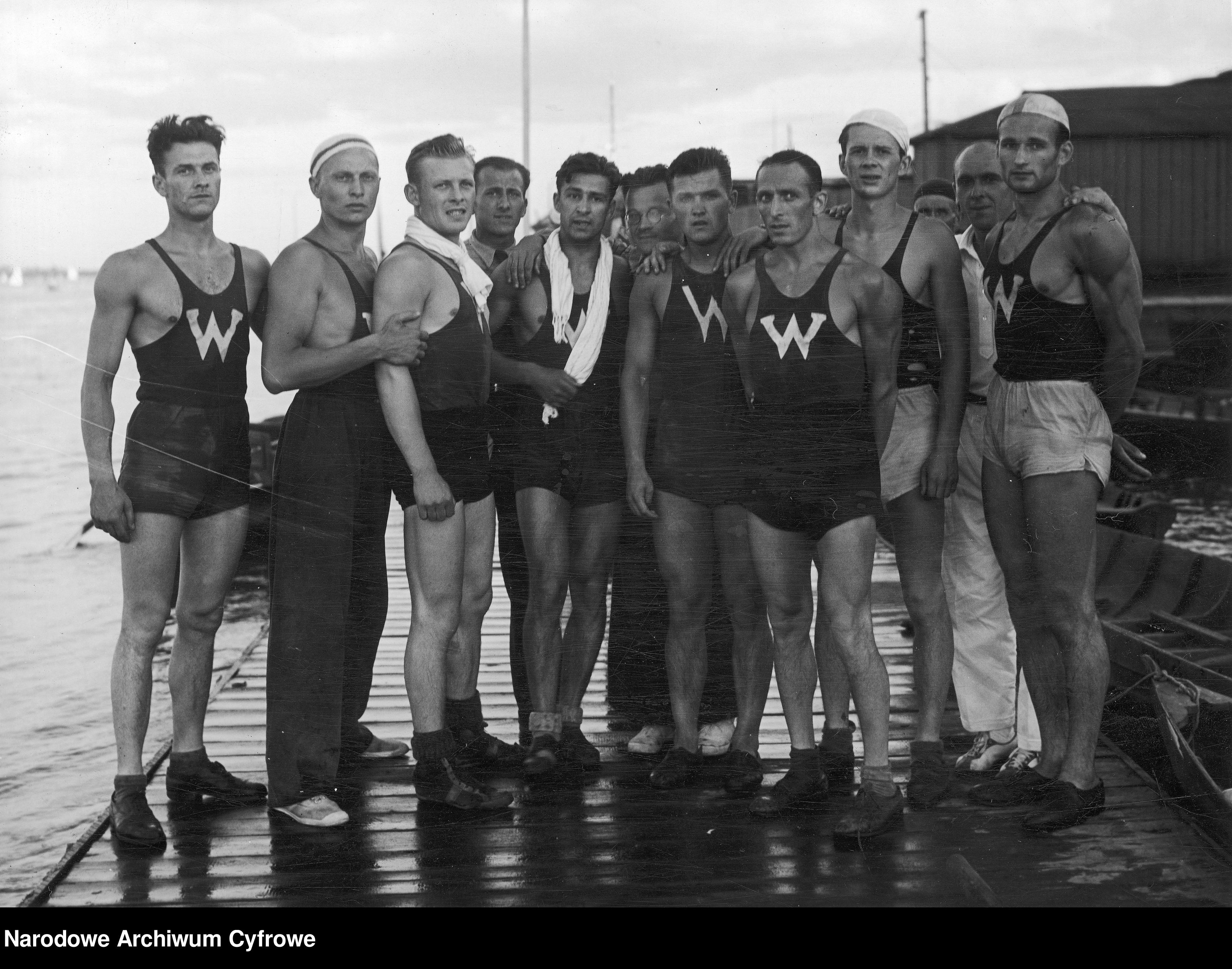
Zwycięska ósemka klubowa 1935
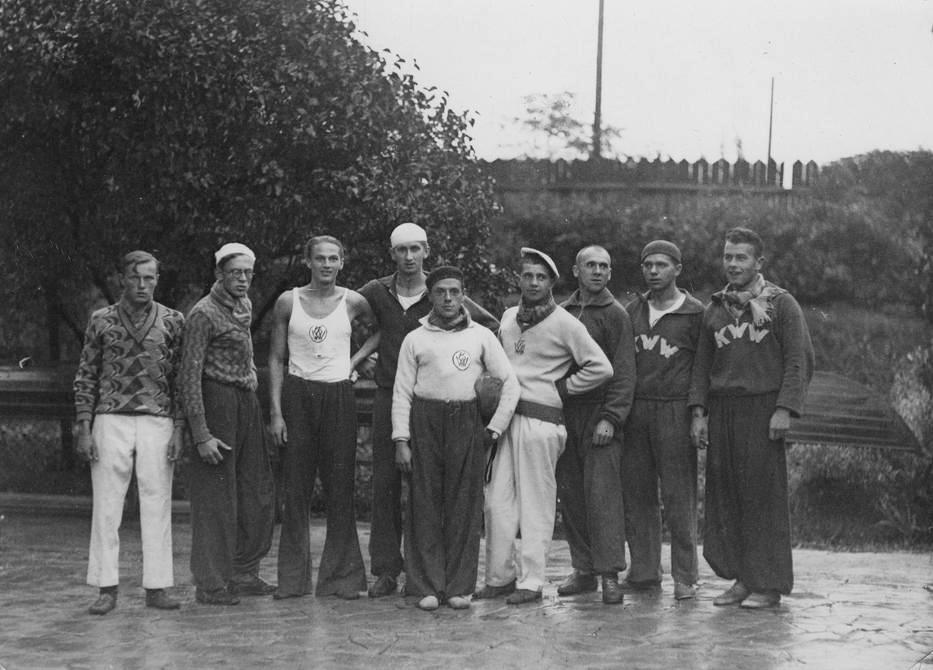
Klubowa ósemka – zawodnicy

## Wyniki sportowe sekcji wioślarskiej

### Wyniki przed II wojną światową
Największym sukcesami klubu było:
- Uczestnictwo  klubowej czwórki (A. Brzozowski, E. Kowalec, J. Szawara i H. Fronczak) w Igrzyskach Olimpijskich w 1924 w Paryżu. Czwórka, startując ze sternikiem AZS Warszawa, W. Nadratowskim, odpadła w przedbiegu.
- Zakwalifikowanie się klubowej ósemki (ze sternikiem Szretterem) do tych samych igrzysk olimpijskich. Ze względów finansowych, osada ta na igrzyska nie pojechała[4].
- Wygrana klubu w klasyfikacji klubowej PZTW za 1925 rok[9] i drugie miejsce w tej klasyfikacji w 1932[10].
- Zdobycie przez dwójkę podwójną w składzie J. Bondorowski, J. Ślesicki w 1933 tytułu Mistrzów Polski i start tej osady w Mistrzostwach Europy. Mistrzostwo Polski przed II wojną światową było znaczącym osiągnięciem w wioślarstwie – w czasie mistrzostw PZTW tylko w niektórych rozgrywanych konkurencjach przyznawano tytuły Mistrzów Polski, a konkurencji było zdecydowanie mniej niż obecnie[7].

W rywalizacji sportowej PZTW klub uczestniczył od roku 1921. W dwudziestoleciu międzywojennym, w poszczególnych latach uzyskał następujące wyniki w klasyfikacji klubowej (dane według tabel punktacyjnych PZTW za poszczególne lata - podane zostało miejsce i ilość klubów, które zdobyły w regatach punkty i oficjalnie je sklasyfikowano):
- w 1925 –  1 miejsce na 12 klubów,
- w 1926 – 4 miejsce na 14 klubów[9],
- w 1927 – 8 miejsce na 15 klubów[9],
- w 1928 – 5 miejsce na 13 klubów[11],
- w 1929 – 8 miejsce na 19 klubów[12],
- w 1930 – 4 miejsce na 22 kluby[13],
- w 1931 – 9 miejsce  na 27 klubów[14],
- w 1932 –  2 miejsce  na 27 klubów,
- w 1933 – 5 miejsce  na 42 kluby[15],
- w 1934 – 5 miejsce  na 41 klubów[16],
- w 1935 – 12 miejsce  na 46 klubów[17],
- w 1936 – 11 miejsce  na 42 kluby[18],
- w 1937 – 22 miejsce na 41 klubów[19],
- w 1938 – 22 miejsce  na 44 kluby[20],
- w 1939 – 12 miejsce  na 36 klubów[21].

Warto jednak zauważyć, iż w poszczególnych latach wiele klubów w rywalizacji tej nie uczestniczyło lub nie zdołało zdobyć punktów.

## Sekcja pływacka
Sekcja powstała w roku 1922. Pierwotnie miała uczyć wioślarzy pływania, szybko jednak zaczęła prowadzić działalność wyczynową i przystąpiła do Polskiego Związku Pływackiego. W roku 1927 była jednym z założycieli Warszawskiego Okręgowego Związku Pływackiego.

## Sekcja kajakarska
Była jednym z pionierów wyczynowego kajakarstwa w Polsce. W roku 1932 organizowała pierwsze Mistrzostwa Polski w kajakarstwie, a w 1935 uczestniczyła w zakładaniu okręgowego związku kajakarskiego. 

## Sekcja żeglarska
Sekcję żeglarską klubu utworzono w roku 1926, choć pierwsze żeglarskie regaty wewnętrzne Koła Wioślarzy Warszawskich odbyły się rok wcześniej. Kierownikiem sekcji został komandor Roman Potkański. W 1927 sekcja przystąpiła do Polskiego Związku Żeglarskiego. W latach 30. żeglarze KW „Wisła” należeli do czołówki żeglarskich klubów Warszawy. 

## Przedwojenni prezesi klubu
Zygmunt Majchrowski (1919-1924), Wojciech Jędrzejewski (1925), Stefan Dziewulski (1926-1927), Edmund Bernatowicz (1928-1930 oraz 1934-1939), Mirosław Juszkiewicz (1931), Bogumił Rogaczewski (1932-1933).

## Wybitni zawodnicy

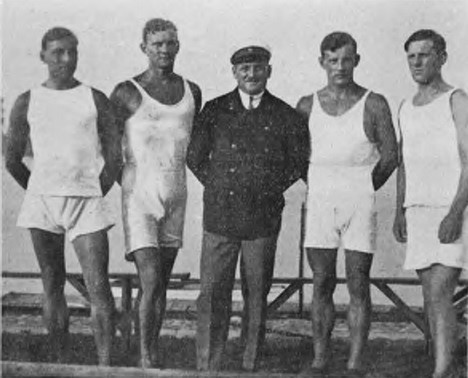
Od lewej E. Kowalec, J. Szawara, sternik Hoffmann, A Brzozowski, H. Fronczak

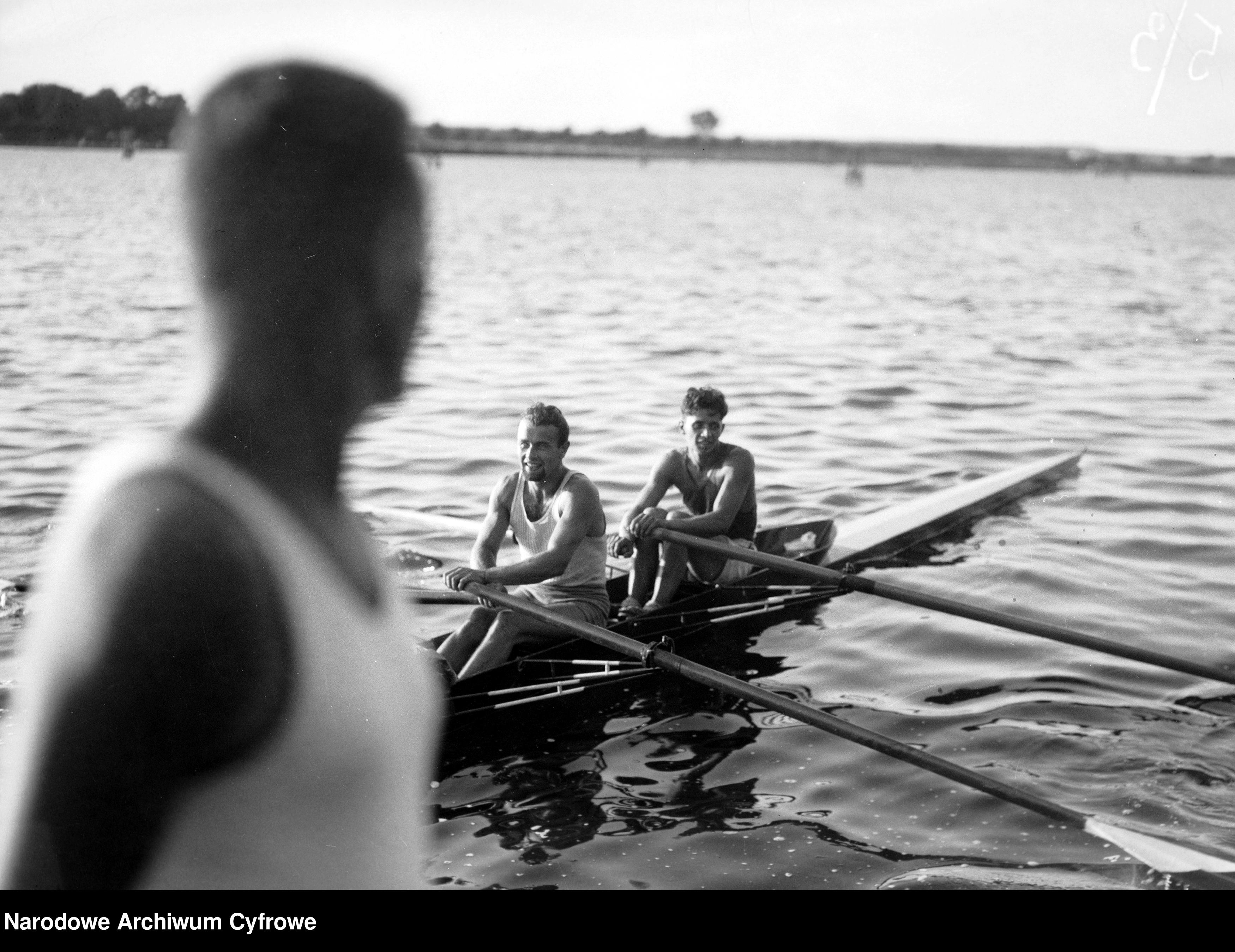
J. Bondorowski, J. Ślesicki na MP w 1933

Najwybitniejszymi zawodnikami KW Wisła byli wioślarze:
Antoni Brzozowski, Edmund Kowalec, Józef Szawara oraz Henryk Fronczak – olimpijczycy pływający na czwórce ze sternikiem. Ich największe osiągnięcia:
- 1924 –  Igrzyska Olimpijskie w Paryżu – czwórka ze sternikiem W. Nadratowskim z AZS Warszawa – odpadli w przedbiegu,
- 1924 –  srebrny medal na mistrzostwach Polski (z klubowym sternikiem Hoffmanem).

Jerzy Bondorowski i Józef Ślesicki, którzy pływając na dwójce podwójnej osiągnęli następujące sukcesy:
- 1933 – Mistrzostwa Europy w Wioślarstwie 1933, Budapeszt – IV miejsce,
- 1933 –  złoty medal na mistrzostwach Polski,
- 1932 –  srebrny medal na mistrzostwach Polski[7].